# Ставкове (Полтавський район)
Ставкове́ — село в Україні, у Зіньківській міській громаді Полтавського району Полтавської області. Населення становить 549 осіб. До 2020 орган місцевого самоврядування — Ставківська сільська рада.

## Географія
Село Ставкове знаходиться на одному з витоків річки Мужева Долина. На відстані до 1,5 км розташовані села Арсенівка, Кирило-Ганнівка та Дамаска. Поруч проходить автомобільна дорога Т 1710 (Р42).

## Історія
Засноване як село Солоха.
У Національній книзі пам'яті жертв Голодомору 1932—1933 років в Україні перелічено 53 жителів села, що загинули від голоду.
12 червня 2020 року, відповідно до розпорядження Кабінету Міністрів України № 721-р «Про визначення адміністративних центрів та затвердження територій територіальних громад Полтавської області», село увійшло до складу Зіньківської міської громади.
19 липня 2020 року, в результаті адміністративно - територіальної реформи та ліквідації Зіньківського району, село увійшло до складу новоутвореного Полтавського району Полтавської області.

## Населення

### Мова
Розподіл населення за рідною мовою за даними перепису 2001 року:
| Мова            | Кількість | Відсоток |
| --------------- | --------- | -------- |
| українська      | 512       | 93.26%   |
| російська       | 13        | 4.55%    |
| інші/не вказали | 12        | 2.19%    |
| Усього          | 549       | 100%     |

## Економіка
- Молочно-товарна ферма.
- Сільгоспкооператив «Ставкове».
- ФПП «Агроекологія».

## Об'єкти соціальної сфери
- Опорний навчально виховний комплекс "Загальноосвітня школа І-ІІІ ступенів, дошкільний навчальний заклад".
- Лікарня.

## Відомі люди
Заєць Петро Петрович — народний артист України, закінчив Ставківську 8-ми річну школу.